# 조선민주주의인민공화국 국가비상재해위원회
조선민주주의인민공화국 국가비상재해위원회(朝鮮民主主義人民共和國 國家非常災害委員會)는 자연재난에 대한 대응책을 수립하고 이를 실질적으로 집행하는 역할을 관장하는 조선민주주의인민공화국의 내각 중앙 행정 기관이다.

## 연혁
- 2014년 이전 : 국가계획위원회가 재난재해 관련 정책 및 행정업무를 담당[2]
- 2014년 6월 27일: 재해방지 및 구조복구법 제정, 국가비상재해위원회 법적 설립근거 마련[3]
- 2015년 7월 13일: 국가비상재해위원회 설립 보도
- 현재 : 국가비상재해위원회

## 역할
자연재해에 취약한 사회적 인프라를 갖고 있는 북한이 자연 재해 및 재난 발생시 대응하기 위해서 만들어낸 조직이다. 자연재해 대응 행동규범과 같은 규범 제정을 하고 있다. 특히 장마철이나, 태풍 힌남노와 같은 강력한 태풍이 북상할 경우 긴급대책회의를 소집하여 대응책을 구상하기도 한다.

## 역대 위원장
| 성명                             | 임기                             |
| 국가비상재해위원장 (2015년-현재) | 국가비상재해위원장 (2015년-현재) |
| -------------------------------- | -------------------------------- |
| 강일                             | 미상                             |
| 남철광                           | 2022년 2월 12일~                 |